# Rod de Bruce
Rod de Bruce (v počátcích také de Brus, le Brus) je skotský šlechtický rod. Během 14. století byli dva jeho členové skotskými králi. 

## Původ rodu
Původ rodu de Bruce je nejasný. Jisté je jenom to, že rod přišel na Britské ostrovy z Normandie, po dobytí Anglie Normany. O tom, jak se dostal do Normandie, existují dvě teorie. Shodují se v tom, že předek rodiny Robert le Brus (též de Brus) přišel do Anglie jako normanský šlechtic a dostal rozsáhlá panství v oblasti Yorkshire.
První teorie je, že Robert de Brus byl Norman z Brixu u Cherbourgu. Genealogie dnešních členů tohoto rodu jde dále, až do roku 721, a uvádí jméno Thebotaw, vévoda Šlesvický, který má být prvním předkem rodu.
Druhá si vychází z toho, že Robert měl při příchodu do Anglie v erbu modrého vlámského lva a předpokládá, že znak původně patřil Lambertu I. z Louvain (zemřel 1015). Robertův potomek stejného jména ho pak údajně předal Jocelynu de Louvain (dědici jména a statků rodu de Percy), který přišel do Anglie, jako staršímu zástupci rodu v Anglii. Sám si měl zvolit erb, který odpovídal erbovní symbolice bruggských kastelánů, kterým měl Robert le Brus být mezi léty 1046–1053. Z toho je vyvozován vlámský původ rodu, který měl do Normandie přijít jako doprovod Matyldy Flanderské.
V Anglii se rod rozdělil na dvě větve, anglickou a skotskou. Skotskou větev založil Robert II. de Bruce, který získal od skotského krále Davida I. roku 1124 titul lord z Annandale. Když v roce 1171 anglická větev vymřela, přešlo následnictví anglické větve na staršího syna Roberta II. Adama de Brus, lorda Skeltona, a jeho mladší bratr Robert (Robert III. de Brus) se stal druhým lordem z Annandale.
Jeho vnuk Robert V. de Brus se roku 1219 oženil s Isabelou, dcerou Davida, hraběte z Huntingdonu a Northumberlandu, potomka Davida I., a od tohoto sňatku odvozuje rod svůj nárok na trůn.

## Členové
Robert I. le Brus (de Brus), zemřel 1094
- Robert II. de Brus, 1. lord z Annandale
  - Adam de Brus, lord ze Skeltonu
    - potomci

  - Robert III. de Brus, 2. lord z Annandale, zemřel přibližně 1189
    - Robert IV. le Brus, 4. lord z Annandale, zemřel přibližně 1191
    - William de Brus, 5. lord z Annandale, zemřel 1215
      - Robert V. de Brus , 6. lord z Annandale, zemřel 1245
        - Robert VI. de Brus , 7. lord z Annandale, narozen 1220, zemřel 1295 na Lochmaben Castle
          - Robert VII. de Brus, 8. lord z Annandale, hrabě z Carricku, narozen 1243, zemřel 1304
            - Robert VIII. de Bruce, 9. lord z Annandale, hrabě z Carricku a král Skotska jako Robert I. (1306–1329), narozen 1274, zemřel  1329 na Cardross Castle
              - David II., král Skotska (1329–1371), narozen 1324, zemřel 1371
              - John, narozen i zemřel 1327
              - Marjorie, narozena 1296, zemřela 1316
                - Robert II. Stewart, první skotský král z rodu Stuartovců

              - Margaret
              - Matilda
              - nelegitimní děti Roberta Bruce
                - Robert, baron z Liddesdale, zemřel 1332
                - Neil, zemřel 1346
                - Christina
                - Margaret, zemřela po roce 1364
                - Elizabeth

              - Edward de Bruce, lord z Galloway, hrabě z Carricku a král Irska (1316–1318) zemřel 1318
                - Alexander de Bruce, hrabě z Carricku, 1333
                  - Eleanor de Bruce

                - nelegitimní ?? Thomas Bruce
                  - Robert Bruce z Clackmannan, Gartlet a Rate
                    - potomci do dnešní doby

              - Thomas de Bruce, zemřel 1307
              - Alexander de Bruce, zemřel 1307
              - Neil de Bruce, zemřel 1306
              - syn, zemřel jako dítě
              - Isabella de Bruce, zemřela 1358
              - Mary de Bruce
              - Christina de Bruce, zemřela 1356
              - Margaret
              - Matilda de Bruce

          - William de Bruce
          - Sir Bernard de Bruce z Conningtonu
            - Jane de Bruce

          - Richard de Bruce, zemřel 1287
          - Isabel de Bruce

        - Beatrice de Bruce